# آق‌دوز
آق‌دوز، روستایی از توابع بخش کوهین شهرستان قزوین در استان قزوین ایران است.

## جمعیت
این روستا در دهستان ایلات قاقازان غربی قرار دارد و براساس سرشماری مرکز آمار ایران در سال ۱۳۸۵، جمعیت آن ۳۵ نفر (۹خانوار) بوده‌است.